# Vought A-7 Corsair II

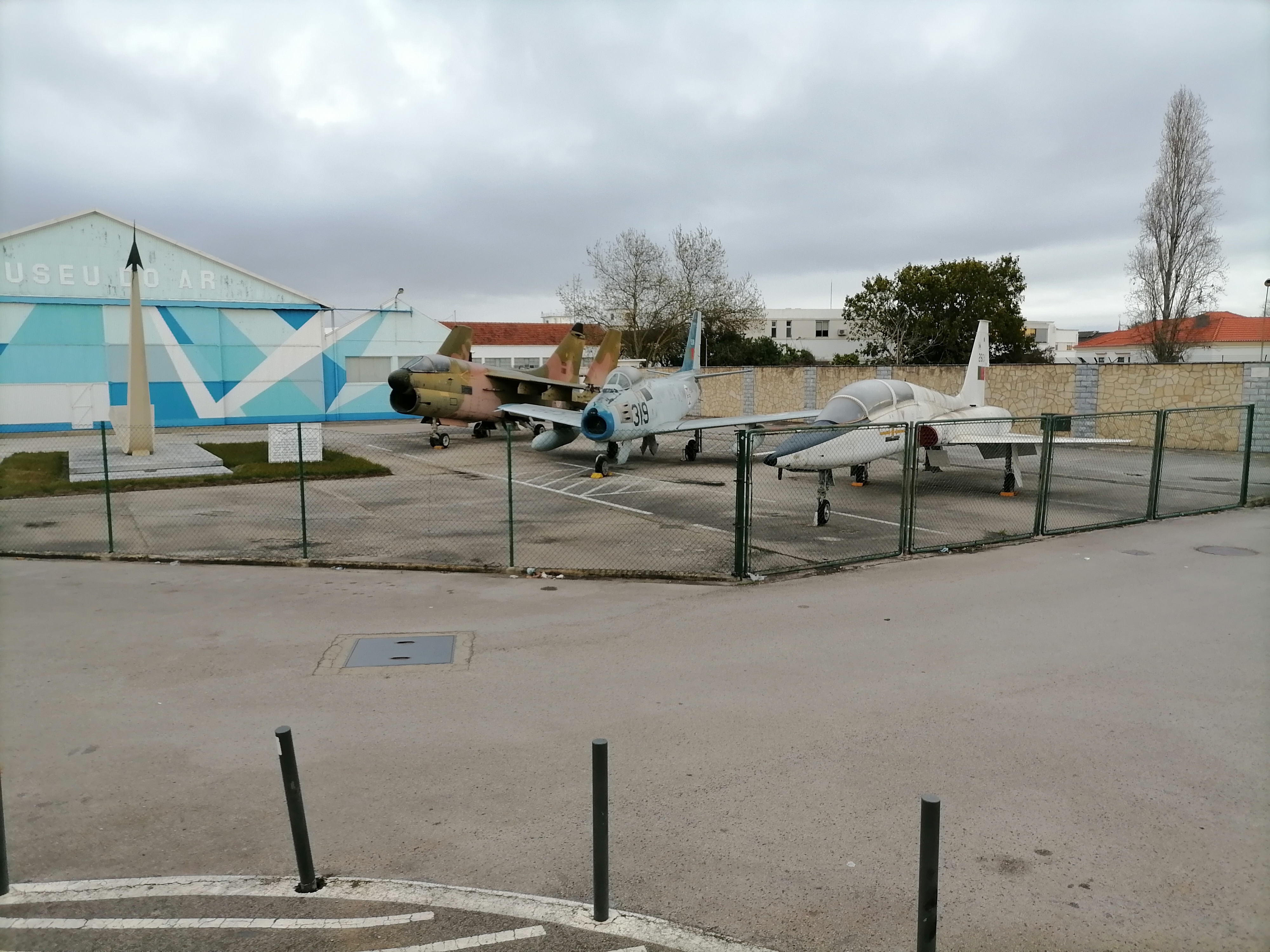
A7-P no pólo do Museu do Ar - Alverca do Ribatejo - Juntamente com um North American F-86 Sabre (Azul) e um Northrop T-38 Talon

O A-7 Corsair II é um avião monorreactor, trem de triciclo retráctil, asa alta, destinado a missões de ataque a alvos de superfície a partir de um porta-aviões, fabricado pela Ling-Temco-Vought. O modelo baseia-se no F-8 Crusader. Desde 1965 até a produção terminar em 1984 foram fabricados 1,569 aparelhos.
O construtor deste avião foi o vencedor de um concurso para a produção deste tipo de aeronave para servir a Marinha dos Estados Unidos da América (USN), em 1964.
Os primeiros aviões foram recebidos em Outubro de 1966, os A-7A aos quais se seguiram a versão A-7B mais potente e com capacidade de operar dia ou noite. A USN adquiriu 193 aparelhos A-7A (incluindo 3 protótipos YA-7A) e 196 aparelhos A-7B.
A versão A-7C era para ter sido uma versão bilugar para treino, mas foi preterida a favor da versão bilugar TA-4J do Douglas A-4 Skyhawk.
Nesse mesmo ano, a Força Aérea dos Estados Unidos da América (USAF) adoptou uma nova versão, o A-7D, para substituir o Douglas A-1 Skyraider na função de apoio aéreo próximo. A USAF exigiu a instalação de um reactor mais potente que o P&W TF30 que equipava as versões da USN, tendo a escolha recaído sobre o reactor Allison TF41 (uma versão do Rolls-Royce Spey fabricada sob licença). Foram introduzidos novos aviónicos, o sistema de reabastecimento em voo probe-and-drogue da marinha foi substituído pelo sistema flying boom da força aérea e o armamento interno passou a ser o canhão do tipo gatling M61 Vulcan. Foram fabricados 459 aparelhos desta versão.
A USN ficou tão impressionada pelas melhorias no desempenho proprocionado pelo TF41 que acabou por encomendar a versão A-7E, baseado no A-7D. A produção desta versão totalizou 535 aparelhos. Devido a atrasos na produção do TF41, foi produzido um pequeno lote de 67 aeronaves equipadas com reactores P&W TF30-P-408, que passaram a ser a versão A-7C.
O TA-7 era a versão bilugar, usada para treino de conversão dos pilotos destinados a voar as versões monolugares.
A versão TA-7C da USN foram convertidos a partir de 24 células A-7A e 36 células A-7B e entraram ao serviço em 1977. 8 aparelhos foram convertidos para treino de guerra electrónica em 1982, com a designação EA-7L. Em 1984 41 células TA-7C e todos os EA-7L foram modernizadas com reactores TF41 e aviónicos do A-7E, sem haver mudança de designação.
A USAF adquiriu 30 aparelhos da versão TA-7K, baseada no A-7D, que foram empregues pela Guarda Nacional Aérea.
A versão YA-7F, inicialmente designada de A-7D Plus, era uma resposta a um requerimento da USAF para um avião de apoio a solo próximo de elevado desempenho, dado existir a preocupação de que a falta de velocidade do Fairchild A-10 Thunderbolt II o deixasse demasiado vulnerável no campo de batalha moderno. O YA-7F tinha uma fuselagem alongada, uma cauda maior, uma asa reforçada e estava equipado com um reactor P&W F100-PW-220, sendo capaz de voar a velocidades supersónicas. Foram modificados dois A-7D para servirem de protótipos, mas o projecto acabou por ser cancelado.
A versão A-7G foi uma versão oferecida à Suíça, que tinha o favor da força aérea, no entanto o governo optou pela aquisição do Northrop F-5E Tiger II.
A carreira operacional do A-7 com a USN acabou em 1991 e com a USAF em 1993. No entanto, alguns aparelhos continuaram a operar em apoio a unidades de treino e de investigação até serem finalmente retiradas de serviço em 1994 pela USN e 1998 pela USAF.
Além dos EUA e da FAP, o A-7 também foi empregue pela Força Aérea Grega e a Marinha Real Tailandesa.
A Grécia adquiriu 60 A-7H e 5 TA-7H, a partir de 1975. Estes aparelhos eram baseados no A-7D, carecendo da capacidade de reabastecimento em vôo.  Nos anos noventa a frota foi reforçada com 36 aparelhos A-7E e TA-7C que tinham pertencido à USN.
A Tailândia em 1995 adquiriu 16 A-7E e 4 TA-7C em segunda mão da USN.

## Emprego na Força Aérea Portuguesa

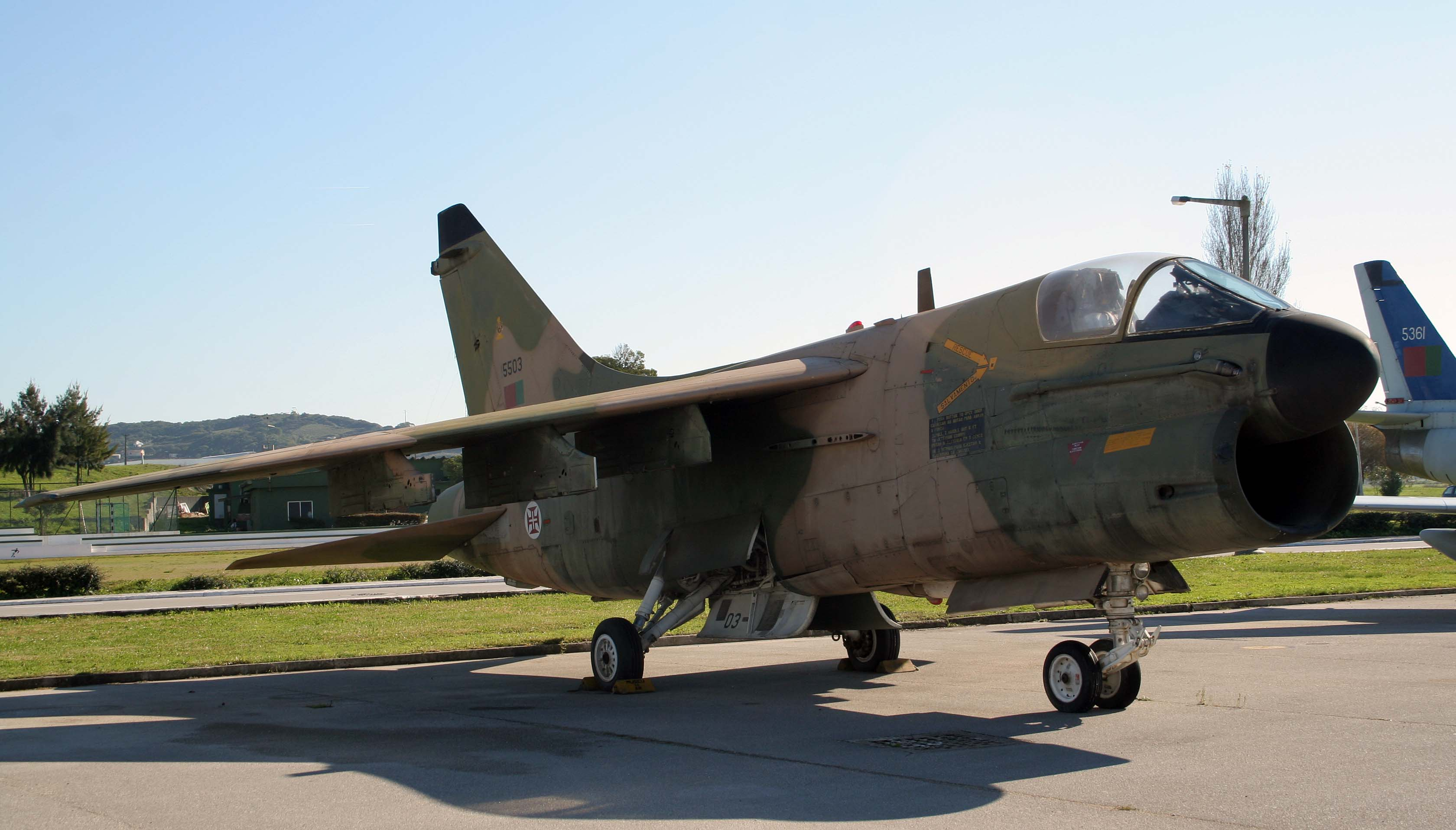
Avião A-7P em exposição no Museu do Ar

Foram adquiridas 50 aeronaves sendo 44 A-7P e 6 TA-7P (bilugares), com números de cauda 5501 a 5544 (A-7P) e 5545 a 5550 (TA-7P).
Esses aviões foram modificados e convertidos (no caso do TA-7P) a partir de células excedentes A-7A da USN, dotando-os de reactores TF30-P-408 e com aviónicos semelhantes ao A-7E.
Entraram ao serviço em 1981 e foram abatidos em julho de 1999.
Foram colocados na Base Aérea Nº 5, na Esquadra de Ataque 302 com a missão primária de executar interdição aérea, luta aérea ofensiva e defensiva. Mais tarde, com novos aviões foi constituída a Esquadra 304, a que foram atribuídas as mesmas missões.
Nos 18 anos ao serviço da FAP foram perdidos 16 aparelhos em acidentes.